# Versailles (Illinois)
Pour les articles homonymes, voir Versailles (homonymie).
Versailles est un village de l'État américain de l'Illinois, situé dans le comté de Brown. Selon le recensement de 2000, sa population est de 567 habitants. 